# فرودگاه هامی
فرودگاه هامی (به انگلیسی: Hami Airport) یک فرودگاه نظامی و همگانی با کد یاتا HMI است . این فرودگاه در کشور چین قرار دارد و در ارتفاع ۸۲۴ متری از سطح دریا واقع شده‌است.

## شرکت‌های هواپیمایی و مقصدهای پروازی
| شرکت‌های هواپیمایی   | مقصدهای پروازی      |
| ------------------- | ------------------- |
| ایر چاینا           | پکن، تورپان جیائوهه |
| هواپیمایی جنوبی چین | ژنگژو سین‌ژنگ        |
| هواپیمایی جنوبی چین | اورومچی دیووپو      |
| تیانجین ایرلاینز    | شی‌آن شیان‌یانگ       |